# Anchistrotus amitteraglobus
Anchistrotus amitteraglobus är en insektsart som beskrevs av Boulard 1983. Anchistrotus amitteraglobus ingår i släktet Anchistrotus och familjen hornstritar. Inga underarter finns listade i Catalogue of Life.